# Boriano
Boriano (in sloveno Brje pri Komnu, in passato Berje;  in italiano in passato Berie) è un paese della Slovenia, frazione del comune di Comeno.
È capoluogo di una delle 20 comunità locali in cui si suddivide il comune, che include anche il vicino insediamento di Škofi.

## Geografia fisica
La località è situata sul Carso a 184,4 metri s.l.m. e a 1,3 chilometri dal confine italiano.

## Storia
Sotto il dominio asburgico Berie (Berje) fu comune autonomo, dapprima catastale e poi amministrativo. La sua circoscrizione territoriale rimase sempre invariata, comprendendo i villaggi di Kregolišče; Scoffe (Škofi) e Tuble/Tublje. A livello regionale era parte della Contea di Gorizia e Gradisca e, dal 1849, del Litorale austriaco.
Durante la prima guerra mondiale era parte delle retrovie della linea difensiva austriaca del fronte dell’Isonzo. Seppur non direttamente coinvolto nelle battaglie, il paese venne prima sfollato e poi occupato dalle truppe austro-ungariche.
Dal 1920 al 1947 fece parte del Regno d'Italia, inquadrato dal 1923 nella provincia del Friuli e comprendendo, come in epoca asburgica, le frazioni di Cregolischie/Gregolischie (Kregolišče), Tublie/Tublie di Boriano (Tublje) e Scofi/Scoffi (Škofi). Nello stesso anno il nome del paese venne modificato in Boriano. Nel 1927 il comune passò alla ricostituita provincia di Gorizia, ma l'anno successivo fu soppresso e aggregato a Comeno.

## Monumenti e luoghi d'interesse
Tra le particolarità del paese vi sono 4 cimiteri militari austro-ungarici e la grotta di Boriano (jama Vodnica).